# Supercopa da UEFA de 2013
A Supercopa Europeia de 2013 foi a 38ª edição da Supercopa Europeia.

## Participantes
| Clube             | Cidade  | Classificação                                   | Participação |
| ----------------- | ------- | ----------------------------------------------- | ------------ |
| Bayern de Munique | Munique | Campeão da Liga dos Campeões da UEFA de 2012–13 | 4°           |
| Chelsea           | Londres | Campeão da Liga Europa da UEFA de 2012–13       | 3°           |

## Detalhes
| 30 de agosto de 2013 | Bayern de Munique            | 2 – 2     | Chelsea                | Eden, Praga                                 |
| 20:45 (UTC+1)        | Ribéry 47' · Martínez 120+1' | Relatório | Torres 8' · Hazard 93' | Público: 17 686 Árbitro: SWE Jonas Eriksson |

|                                 |       | Penalidades                          |  |
| Alaba Kroos Lahm Ribéry Shaqiri | 5 – 4 | David Luiz Oscar Lampard Cole Lukaku |  |

| Bayern | Chelsea |

| BAYERN DE MUNIQUE: |    |                   |     |     |
|                    |    |                   |     |     |
| G                  | 1  | Manuel Neuer      |     |     |
| LD                 | 13 | Rafinha           |     | 56' |
| Z                  | 17 | Jérôme Boateng    | 84' |     |
| Z                  | 4  | Dante             |     |     |
| LE                 | 27 | David Alaba       |     |     |
| V                  | 21 | Philipp Lahm      |     |     |
| V                  | 39 | Toni Kroos        |     |     |
| A                  | 10 | Arjen Robben      |     | 95' |
| M                  | 25 | Thomas Müller     |     | 71' |
| A                  | 7  | Franck Ribéry     | 23' |     |
| A                  | 9  | Mario Mandžukić   |     |     |
| Substitutos:       |    |                   |     |     |
| G                  | 22 | Tom Starke        |     |     |
| Z                  | 5  | Daniel Van Buyten |     |     |
| LE                 | 26 | Diego Contento    |     |     |
| M                  | 8  | Javi Martínez     |     | 56' |
| M                  | 19 | Mario Götze       |     | 71' |
| M                  | 11 | Xherdan Shaqiri   |     | 95' |
| A                  | 14 | Claudio Pizarro   |     |     |
| Treinador:         |    |                   |     |     |
| Josep Guardiola    |    |                   |     |     |

| CHELSEA:      |    |                    |          |      |
|               |    |                    |          |      |
| G             | 1  | Petr Čech          |          |      |
| LD            | 2  | Branislav Ivanović | 120'     |      |
| Z             | 24 | Gary Cahill        | 41'      |      |
| Z             | 4  | David Luiz         | 66'      |      |
| LE            | 3  | Ashley Cole        | 118'     |      |
| M             | 8  | Frank Lampard      |          |      |
| M             | 7  | Ramires            | 64', 85' |      |
| M             | 14 | André Schürrle     |          | 87'  |
| M             | 11 | Oscar              |          |      |
| M             | 17 | Eden Hazard        |          | 113' |
| A             | 9  | Fernando Torres    | 90'      | 98'  |
| Substitutos:  |    |                    |          |      |
| G             | 23 | Mark Schwarzer     |          |      |
| Z             | 26 | John Terry         |          | 113' |
| LD            | 28 | César Azpilicueta  |          |      |
| M             | 5  | Michael Essien     |          |      |
| M             | 12 | Mikel John Obi     |          | 87'  |
| M             | 10 | Juan Mata          |          |      |
| A             | 18 | Romelu Lukaku      | 99'      | 98'  |
| Treinador:    |    |                    |          |      |
| José Mourinho |    |                    |          |      |

## Campeão
| Supercopa Europeia de 2013            |
| Alemanha                              |
| ------------------------------------- |
| Bayern de Munique Campeão (1º título) |